# Antonioto II Adorno

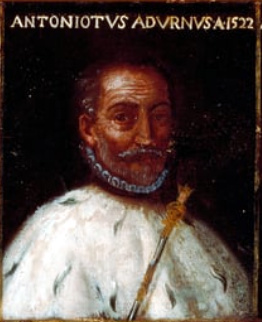
Retrato de Antoniotto II Adorno.

Antonioto II Adorno (1479-1528) fue un Dux de Génova en 1513 y posteriormente en 1522.

## Biografía
Por influencia de Gerómino, hermano de Antonioto, gran militar y negociador, había solicitado para su familia y la de los Fieschis, la protección de Francia, y por influjo de esta potencia fue elegido Dux de Génova Antonioto.
Posteriormente, Antonioto se vio obligado a ceder la dignidad de dux a Octavio Fregoso su adversario, por la derrota en la batalla de Novara (1513) y los reveses de los franceses en Italia.
Más tarde, los Adornos abrazaron el partido del emperador y Antonioto fue apoyado por un ejército de Carlos V y elegido Dux por segunda vez, produciéndose el saqueo de la ciudad por las tropas capitaneadas por el marqués de Pescara.
Gerónimo, ya consejero de Carlos V, ideó la creación de una Liga de todas la potencias de Italia contra los franceses y convencido ya el duque de Ferrara y casi los venecianos, le sorprendió la muerte en 1523, en medio de sus negociaciones que sin embargo se llevaron a cabo, formándose en el mes de julio del mismo año la liga que había proyectado.
Antonioto conservó su poder hasta 1527 en que fue tomada la ciudad por Andrea Doria, almirante de los franceses y se retiró a la fortaleza de Castelleto que se rindió poco tiempo después.
Luego, cuando Andrea Doria paso al servicio de Carlos V, restituyó la libertad a Génova en 1528 y destruyó las facciones que tantos enfrentamientos habían provocado a su patria:
- Abolió la ley que excluía a los nobles  del gobierno.
- Se abolió para siempre los nombres de los Adornos y Fregosos que tantos disturbios habían ocasionado y tan frecuentemente habían puesto la república genovesa bajo el yugo del  duque de Milán,  los franceses y del emperador.